# Atlas of Peculiar Galaxies
Pour les articles homonymes, voir Arp.

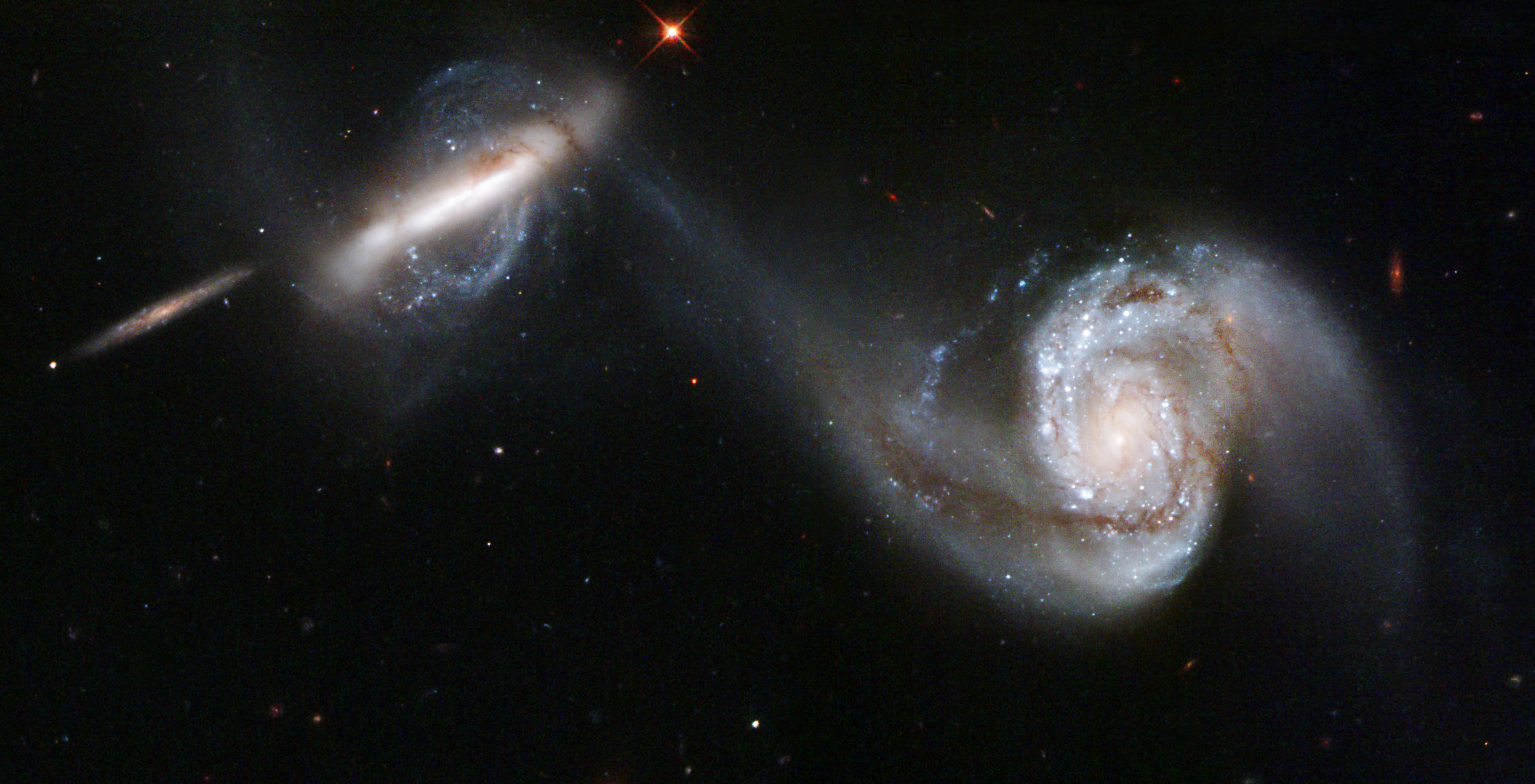
Les galaxies spirales en interaction NGC 3808A et NGC 3808B (Arp 87). Image du télescope spatial Hubble.

L'Atlas of Peculiar Galaxies, aussi appelé communément atlas Arp, est un catalogue astronomique produit par l'astronome Halton Arp et recensant 338 galaxies particulières. L'atlas a été publié pour la première fois par le California Institute of Technology en 1966.
Le but principal du catalogue était de réunir des exemples de photographies de structures particulières parmi les galaxies proches de la nôtre. Arp réalisa que la raison pour laquelle certaines galaxies sont de formes spirale ou elliptique n'était pas claire. Il voyait les galaxies particulières comme de petites « expériences » permettant aux astronomes de comprendre les phénomènes physiques menant à la déformation de certaines galaxies spirales ou elliptique. En recensant ces dernières dans un atlas, il permettait à ses collègues d'étudier plus en détail ces phénomènes.

## Liste de galaxies de l'atlas
Le tableau ci-dessous présente une liste non-exhaustive de galaxies particulières répertoriées par Halton Arp. La majorité de celles-ci sont en interaction gravitationnelle avec une congénère. L'atlas Arp compte initialement 338 entrées.
| Image | N° dans l'atlas | Autre(s) désignation(s)     | Constellation    | Notes |
| ----- | --------------- | --------------------------- | ---------------- | --- |
|       | Arp 23          | NGC 4618 & NGC 4625         | Chiens de Chasse | Deux galaxies spirales, peut-être en interaction. Chacune ne présente qu'un bras spiral. L'image ci-contre à gauche montre NGC 4618.                   |
|       | Arp 26          | Galaxie du Moulinet (M101)  | Grande Ourse     | Une galaxie spirale vue de face. |
|       | Arp 78          | NGC 770 & NGC 772           | Bélier           | Une paire de galaxies en interaction. NGC 772 présente une asymétrie de ses bras spiraux. L'image ci-contre à gauche montre NGC 772.                   |
|       | Arp 84          | NGC 5394 & NGC 5395         | Chiens de Chasse | Une paire de galaxies spirales en interaction. |
|       | Arp 85          | Galaxie du Tourbillon (M51) | Chiens de Chasse | Une galaxie spirale et une galaxie lenticulaire (M51B) en interaction.                                                                                 |
|       | Arp 86          | NGC 7752 & NGC 7753         | Pégase           | Une galaxie spirale en interaction avec une petite galaxie irrégulière.                                                                                |
|       | Arp 91          | NGC 5953 et NGC 5954        | Serpent (tête)   | Une paire de galaxies en interaction. |
|       | Arp 107         | PGC 32620 & PGC 32628       | Petit Lion       | Une galaxie spirale et une galaxie elliptique en interaction.                                                                                          |
|       | Arp 116         | M60 & NGC 4647              | Vierge           | Une galaxie elliptique et une galaxie spirale rapprochées l'une de l'autre.                                                                            |
|       | Arp 142         | NGC 2936 & NGC 2937         | Hydre            | Une galaxie spirale et une galaxie elliptique en interaction. La forme particulière de la galaxie spirale lui a valu le surnom de galaxie du Marsouin. |
|       | Arp 147         | IC 298                      | Baleine          | Deux galaxies en interaction et en forme d'anneaux. |
|       | Arp 148         | Objet de Mayall             | Grande Ourse     | Deux galaxies, dont une en forme d'anneau, en interaction.                                                                                             |
|       | Arp 157         | NGC 520                     | Poissons         | Une paire de galaxies spirales en cours de fusion. |
|       | Arp 188         | Galaxie du Têtard           | Dragon           | Une galaxie spirale barrée munie d'une longue queue d'étoiles.                                                                                         |
|       | Arp 194         | UGC 6945                    | Grande Ourse     | Un groupe de galaxies en interaction. |
|       | Arp 195         | UGC 4653                    | Lynx             | Un trio de galaxies en interaction. |
|       | Arp 220         | IC 1127/4553                | Serpent (tête)   | Une galaxie spirale particulière issue d'une fusion de galaxies.                                                                                       |
|       | Arp 224         | Galaxies des Antennes       | Corbeau          | Une paire de galaxies spirales en cours de fusion, aussi connues sous les désignations NGC 4038 et NGC 4039.                                           |
|       | Arp 239         | NGC 5278 & NGC 5279         | Grande Ourse     | Une paire de galaxies spirales en interaction. |
|       | Arp 240         | NGC 5257 & NGC 5258         | Vierge           | Une paire de galaxies spirales en interaction. |
|       | Arp 256         |                             | Baleine          | Une paire de galaxies spirales en interaction. |
|       | Arp 271         | NGC 5426 & NGC 5427         | Vierge           | Deux galaxies spirales fortement rapprochées l'une de l'autre.                                                                                         |
|       | Arp 272         | NGC 6050                    | Hercule          | Une paire de galaxies (peut-être trois ?) en interaction.                                                                                              |
|       | Arp 273         | Galaxies de la Rose         | Amdromède        | Une paire de galaxies en interaction. |
|       | Arp 274         | NGC 5679                    | Vierge           | Un triplet de galaxies. |
|       | Arp 282         | NGC 169 & IC 1559           | Amdromède        | Une paire de galaxies en interaction. |
|       | Arp 283         | NGC 2798 & NGC 2799         | Lynx             | Une paire de galaxies spirales en interaction. |
|       | Arp 298         | NGC 7469 & IC 5283          | Pégase           | Une paire de galaxies en interaction. |
|       | Arp 302         | UGC 9618                    | Bouvier          | Une paire de galaxies spirales en interaction. Chacune est observée depuis la Terre sous un angle différent.                                           |
|       | Arp 319         | Quintette de Stephan        | Pégase           | Un groupe de cinq galaxies dont quatre sont en interaction. L'un des membres du groupe, NGC 7320, se situe en avant-plan.                              |
|       | Arp 321         | HCG 40                      | Hydre            | Un groupe de galaxies. |